# Santa María Jalapa del Marqués
Santa María Jalapa del Marqués är en kommun i Mexiko.   Den ligger i delstaten Oaxaca, i den sydöstra delen av landet, 500 km sydost om huvudstaden Mexico City.
Följande samhällen finns i Santa María Jalapa del Marqués:
- Santa María Jalapa del Marqués
- Colonia Presidente Juárez
- Magdalena Guelavence
- Guichiquero